# Charlotte Hudson
Charlotte Hudson (Sheffield, 4 gennaio 1972) è una conduttrice televisiva britannica.

## Carriera
La sua carriera nel mondo dello spettacolo è iniziata con la partecipazione nel 2000 alla miniserie TV Bruiser (6 episodi) prodotta dalla BBC, e poi, sempre sull'emittente britannica, con la co-conduzione, insieme ad Anne Robinson, della serie Watchdog.
Su Discovery Channel ha condotto tra il 2004 e il 2006 la rubrica "Scienza fai da te" nel programma del programma Brainiac: Science Abuse dalla seconda alla quinta stagione e il suo spin-off (della durata di una sola stagione) Brainiac: History Abuse.
Oltre a questo recitato e  partecipato come guest star in diverse serie televisive. È ospite ricorrente nei programmi Big Brother's Little Brother e Big Brother's Big Mouth, programmi legati all'edizione britannica del reality show Grande Fratello.
A livello teatrale ha partecipato a due tour internazionali che hanno portato sui palchi europei e statunitensi le opere shespiriane La dodicesima notte e La tempesta e ad una commedia, Two Left Hands, messa in scena nell'agosto 2007 all'Edinburgh Fringe.

## Vita privata
È la sorella minore dell'attore Robert Hudson, noto principalmente per aver interpretato per 7 stagioni il personaggio di Yorkie Smith nel telefilm poliziesco The Bill.